# 2003-as magyar birkózóbajnokság
A 2003-as magyar birkózóbajnokság a kilencvenhatodik magyar bajnokság volt. A férfi kötöttfogású bajnokságot április 12-én rendezték meg Budapesten, a Fáy utcai sportcsarnokban, a férfi szabadfogású bajnokságot április 5-én Miskolcon, a női szabadfogású bajnokságot pedig június 28-án Marcaliban.

## Eredmények

### Férfi kötöttfogás
| Versenyszám | Arany                            | Arany | Ezüst                      | Ezüst | Bronz                          | Bronz |
| ----------- | -------------------------------- | ----- | -------------------------- | ----- | ------------------------------ | ----- |
| 55 kg       | Oláh Tibor BVSC-Ganz-Tát         |       | Purczeld Gábor Csepeli BC  |       | Mohácsi László Csepeli BC      |       |
| 60 kg       | Majoros István Kecskeméti TE     |       | Bóna László Vasas SC       |       | Kliment László Ferencvárosi TC |       |
| 66 kg       | Dreschler Attila Ferencvárosi TC |       | Nagy Balázs Kecskeméti TE  |       | Szabó Zoltán Ferencvárosi TC   |       |
| 74 kg       | Bárdosi Sándor BVSC-Ganz-Tát     |       | Hirbik Csaba Váci Forma SE |       | Dajka Zsolt Kecskeméti TE      |       |
| 84 kg       | Kapuvári Gábor Sziget SC         |       | Kismóni János Vasas SC     |       | Kiss Balázs BVSC-Ganz-Tát      |       |
| 96 kg       | Virág Lajos Vasas SC-Egri Vasas  |       | Rozbora Norbert Vasas SC   |       | Kaló Béla Kecskeméti TE        |       |
| 120 kg      | Deák Bárdos Mihály Vasas SC      |       | Branda Gyula Bp. Spartacus |       | Rajos Csaba Dorogi ESE         |       |

### Férfi szabadfogás
| Versenyszám | Arany                       | Arany | Ezüst                                | Ezüst | Bronz                                              | Bronz |
| ----------- | --------------------------- | ----- | ------------------------------------ | ----- | -------------------------------------------------- | ----- |
| 55 kg       | Dobozi Zoltán Csepeli BC    |       | Kiss Károly Túrkevei VSE-Szegedi VSE |       | Mohácsi László Testnevelési Főiskola SE-Csepeli BC |       |
| 60 kg       | Rádóczi Balázs Csepeli BC   |       | Márkus Zsolt Diósgyőri BC            |       | Purczeld Gábor Csepeli BC                          |       |
| 66 kg       | Wöller Gergő Vasi Volán SE  |       | Szabó Gergő Váci Forma SE            |       | Dencsik István Kecskeméti TE                       |       |
| 74 kg       | Gyurasits Csaba Vasas SC    |       | Csorba Péter Vasas SC                |       | Hatos Gábor Haladás VSE                            |       |
| 84 kg       | Ritter Árpád Csepeli BC     |       | Kismóni János Vasas SC               |       | Szabacsi József Ferencvárosi TC                    |       |
| 96 kg       | Farkas Zoltán BVSC-Ganz-Tát |       | Rozbora Norbert Vasas SC             |       | Kapuvári Gábor Sziget SC                           |       |
| 120 kg      | Deák Bárdos Mihály Vasas SC |       | Turányi Ferenc Dunaferr SE           |       | Aubéli Ottó Csepeli BC                             |       |

### Női szabadfogás
| Versenyszám | Arany                                                    | Arany | Ezüst                                     | Ezüst | Bronz                                               | Bronz |
| ----------- | -------------------------------------------------------- | ----- | ----------------------------------------- | ----- | --------------------------------------------------- | ----- |
| 48 kg       | Sárközi Viktória Ceglédi VSE                             |       | Kapitány Etelka Pestszentimrei BSE        |       | Szappanosné Galamb Krisztina Sátoraljaújhelyi Előre |       |
| 51 kg       | Kiss Veronika Egri BBK                                   |       | Szabó Erzsébet Egri BBK                   |       | –                                                   |       |
| 55 kg       | Godó Kitti Ferencvárosi TC                               |       | Sastin Marianna Mosonmagyaróvári Delta SE |       | Sós Barbara Egri BBK                                |       |
| 59 kg       | Szabó Emese Kiskunfélegyházi Vasas                       |       | Hajdú Anikó Delta SE                      |       | Józsa Ildikó Kecskeméti TE                          |       |
| 63 kg       | Szabovik Adrienn Orosházi MTK                            |       | Németh Melinda Érdi Spartacus             |       | Körtély Csilla Pestszentimrei BSE                   |       |
| 67 kg       | Klein Veronika Ferencvárosi TC-Mosonmagyaróvári Delta SE |       | Andics Lilla Haladás VSE                  |       | Erős Adrien Esztergomi BSE                          |       |
| 72 kg       | Soós Rita Csepeli BC                                     |       | Bari Judit Csepeli BC                     |       | Bodnár Éva Sátoraljaújhelyi Előre                   |       |